# Міцний комп'ютер

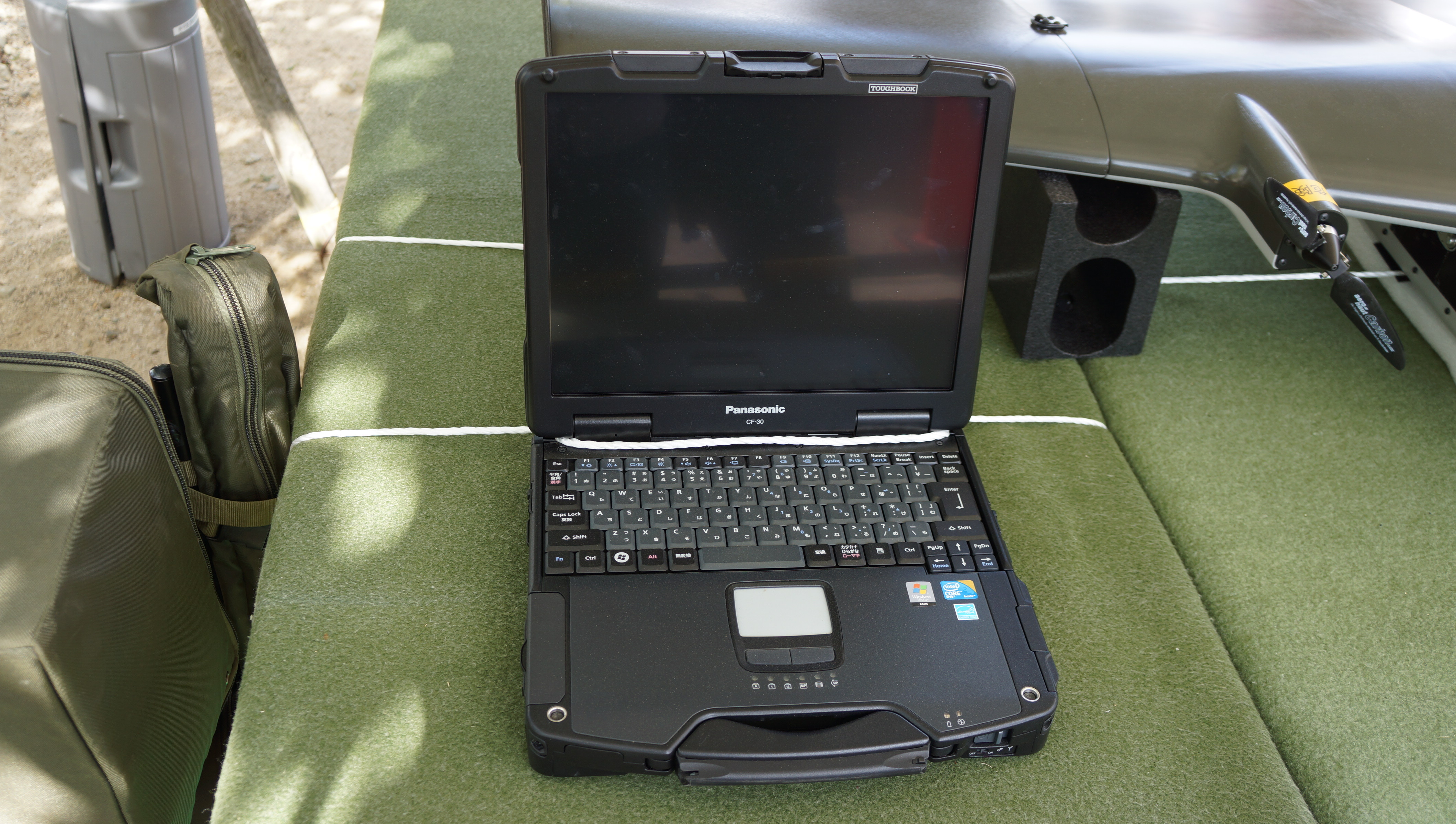
Panasonic CF-30, призначений для використання в польових умовах

Міцний комп'ютер — це комп'ютер спеціально спроектований бути тривким до суворих умов і способів використання, таких як сильні вібрації, крайні температури і вологі або пильні умови. Їх від початку проектують для грубого використання, яке випливає з цих умов, це стосується не лише зовнішньої оболонки, але й внутрішніх складників.
Зазвичай міцні пристрої використовують в галузях громадської безпеки, польових продажах, виїзному технічному обслуговуванні, виробництві, роздрібній торгівлі, охороні здоров'я, перевезеннях/дистрибуції і в армії. Їх використовують в сільському господарстві і особисто для надвірної діяльності. 

## Побудова
Фактично всі міцні комп'ютери мають спільну філософію свого дизайну, яка полягає в наданні контрольованого оточення для встановленої електроніки. Міцні комп'ютери виготовленні для дії в умовах багатьох викликів включаючи:
- Струс і вібрацію
- Температуру і вологість
- Корозію і тертя
- Маленькі розміри, вагу і живлення
- Шум
- Низький тиск і висоту
- Проникнення твердих і рідких елементів
- Електромагнітні завади

Електронні складники можуть обиратись зважаючи на їх можливості простояти високим і низьким температурам в порівнянні зі звичайними комерційними складниками. Інженерні рішення такі як зменшення довжини кабелів, додавання рідинного охолодження, радіатору і міцних матеріалів використовуються для гарантування функціонування в несприятливому середовищі.
Міцні пристрої коштують дорожче. Однак, їх використання в складних умовах пов'язують з меншою вартістю володіння в порівнянні зі звичайною електронікою.